# Raynauds isogenisats
Inom matematiken Raynauds isogenisats, bevisad av Raynaud (1985), relaterar Faltingshöjden av två isogena elliptiska kurvor.